# Elecciones provinciales de Jujuy de 1949
Las elecciones generales de la provincia de Jujuy de 1949 tuvieron lugar el domingo 27 de noviembre del mencionado año. Se realizaron con el objetivo de renovar la mayoría de las instituciones provinciales para un período provisional de dos años (1950-1952) hasta que se realizaran elecciones para la renovación de todos los cargos nacionales bajo la constitución de 1949, asumiendo los cargos electos el 4 de junio de 1952. Fueron las últimas elecciones provinciales jujeñas en las que solo votaron los hombres. En Jujuy debían renovarse los cargos de Gobernador y Vicegobernador, así como 14 de los 28 escaños de la Legislatura Provincial, componiendo los poderes ejecutivo y legislativo para el período de transición.
El gobernador Alberto Iturbe, del Partido Peronista (PP) podía presentarse a la reelección bajo la cláusula constitucional, algo que hizo, siendo su vicegobernador Juan José Castro nuevamente su compañero de fórmula. Fue la primera elección para gobernador que disputaría el PP en la provincia, habiéndose presentado en 1946 dos candidaturas divididas que apoyaban a Juan Domingo Perón. El principal partido de la oposición, la Unión Cívica Radical (UCR), que en las anteriores elecciones había quedado en tercer lugar, presentó la candidatura de Horacio Guzmán, mientras que el Partido Demócrata Nacional (PDN) presentó a René Bustamante. Aunque se creía que el peronismo ganaría por aplastante margen, se preveía que perdería algunos votos con respecto a las anteriores elecciones, teniendo en cuenta el contexto de huelgas y enfrentamientos que vivía el gobierno de Iturbe durante su última etapa. Los tres candidatos expresaron su fe en obtener un buen resultado antes de las elecciones.
Tal y como se esperaba, Iturbe obtuvo la reelección con un arrollador 65,35% de los votos, y aunque en términos absolutos obtuvo más votos que en su propia candidatura de 1946, el peronismo en general perdió unos 1.000 votos con respecto a aquella elección. De las catorce bancas en disputa, trece fueron para el PP. Guzmán logró recuperar el segundo lugar para la UCR con un 22,14% y un solo diputado. Bustamante obtuvo el 12,51% restante y su partido no logró revalidar ningún escaño legislativo. La participación decreció enormemente, a un 63,25% del electorado registrado.

## Resultados

### Gobernador y vicegobernador
|  | 65,35 % |

|  | 22,14 % |

|  | 12,51 % |

|  | 95,24 % |

|  | 4,76 % |

|  | 100 % |

|  | 63,25 % |